# Демири, Алайдин
Алайдин Демири (макед. Алајдин Демири; 19 декабря 1954 — 12 апреля 2019) — государственный и политический деятель Северной Македонии. В 1997 году получил известность благодаря своему участию в восстании этнических албанцев в Гостиваре и Тетове и за которое был приговорён к двум годам лишения свободы.

## Биография
С 1973 по 1977 год изучал социологию в Сараево, Социалистическая Республика Босния и Герцеговина. С 1977 по 1978 год работал репортёром на телевидении в Скопье, а также был политическим обозревателем в программе на албанском языке. С 1978 по 1988 год преподавал социологию и философию в средней школе в Тетове, а затем работал в городской библиотеке, с обеих должностей был уволен по политическим мотивам.
С 1990 по 1995 год изучал французский язык в швейцарском городе Лозанне. В 1995 году вернулся в Республику Македония и присоединился к Партии демократического процветания. В 1997 году стал кандидатом на выборах мэра Тетова от Партии демократического процветания и одержал победу. 9 июля 1997 года стал одним из организаторов восстания этнических албанцев на севере Республики Македонии, которое окончилось неудачей. 5 мая 1998 года был приговорён к двум годам тюремного заключения. Был освобождён по амнистии благодаря просьбе Европейского парламента к правительству Республики Македония.